# Acanthopsylla bella
Acanthopsylla bella är en loppart som beskrevs av Smit 1953. Acanthopsylla bella ingår i släktet Acanthopsylla och familjen Pygiopsyllidae. Inga underarter finns listade i Catalogue of Life.